# Noordkop Centraal
Noordkop Centraal (tot 20 mei 2019: Schagen FM) is een lokale radio- en televisieomroep voor de Nederlandse gemeente Schagen.
De radiozender van Noordkop Centraal is 24 uur per dag in de lucht. Overdag ligt de nadruk op een brede doelgroep vanaf 30 jaar. Doordeweeks van 07.00 uur tot 19.00 uur zendt Noordkop Centraal actualiteitenprogramma's en muziek uit. 's Avonds en in het weekend heeft elke dag een of meer themaprogramma's, zoals country en authentieke jazz.
Op televisie zendt de omroep uit als Noordkop Centraal TV, waar, naast een kabelkrant, reportages en nieuwsflitsen over de Noordkop op worden uitgezonden. Daarnaast zijn er veel speciale programma's.
Per 1 september 2025 gaan Noordkop Centraal en Regio Noordkop samen verder onder de naam Noordkop247.

## Geschiedenis
In de jaren zeventig en tachtig waren, net als in de rest van Nederland, in de Kop van Noord-Holland veel radiopiraten actief. Halverwege de jaren 80 werd de wetgeving zodanig aangepast, dat ook op lokaal en regionaal niveau legaal radio kon worden gemaakt. Een aantal 'piraten’ van het eerste uur staken de koppen bij elkaar en zo beleefde Schagen FM in 1992 haar eerste radio-uitzending, toen alleen nog voor de gemeente Schagen. 
In 1997 heeft Schagen FM ook vergunning gekregen om in de gemeenten Zijpe, Niedorp en Harenkarspel uit te zenden. Met deze uitbreiding van het verzorgingsgebied werd Streekradio Schagen FM geboren. In de loop van de jaren is Schagen FM steeds meer nieuws en informatie gaan brengen. Door de automatisering in de studio kunnen vooraf opgenomen nieuwsbulletins en onderwerpen worden uitgezonden op momenten, dat er in de studio zelf niemand aanwezig is.
Sinds 2 september 2002 is Streekradio Schagen FM in de ether verhuisd naar een nieuwe frequentie: 107,7 MHz. Deze verhuizing was nodig in verband met de herindeling van de FM-frequentieband. Het vermogen van de zender is 250 watt. Sinds 2004 zendt de omroep in stereo uit.
Naast radio maakt Schagen FM sinds 1999 ook een kabelkrant: de Schagen FM Beeldkrant. Sinds 2001 heeft Schagen FM een website waarop dagelijks het laatste nieuws te vinden is en naar Streekradio Schagen FM kan worden geluisterd. Sinds 2011 maakt Schagen FM onder de naam Schagen TV ook tv-uitzendingen.

## Ontvangst
De radiozender is in heel Noord-Holland-Noord op de ether te beluisteren op 107,7 MHz en op de kabel alleen in de gemeente Schagen op 96,5 MHz. Noordkop Centraal TV is te zien op Ziggo kanaal 40 (analoog S12+) en KPN kanaal 1422. Daarnaast heeft de omroep ook een radio- en tv-stream op hun website.